# Lüsslingen

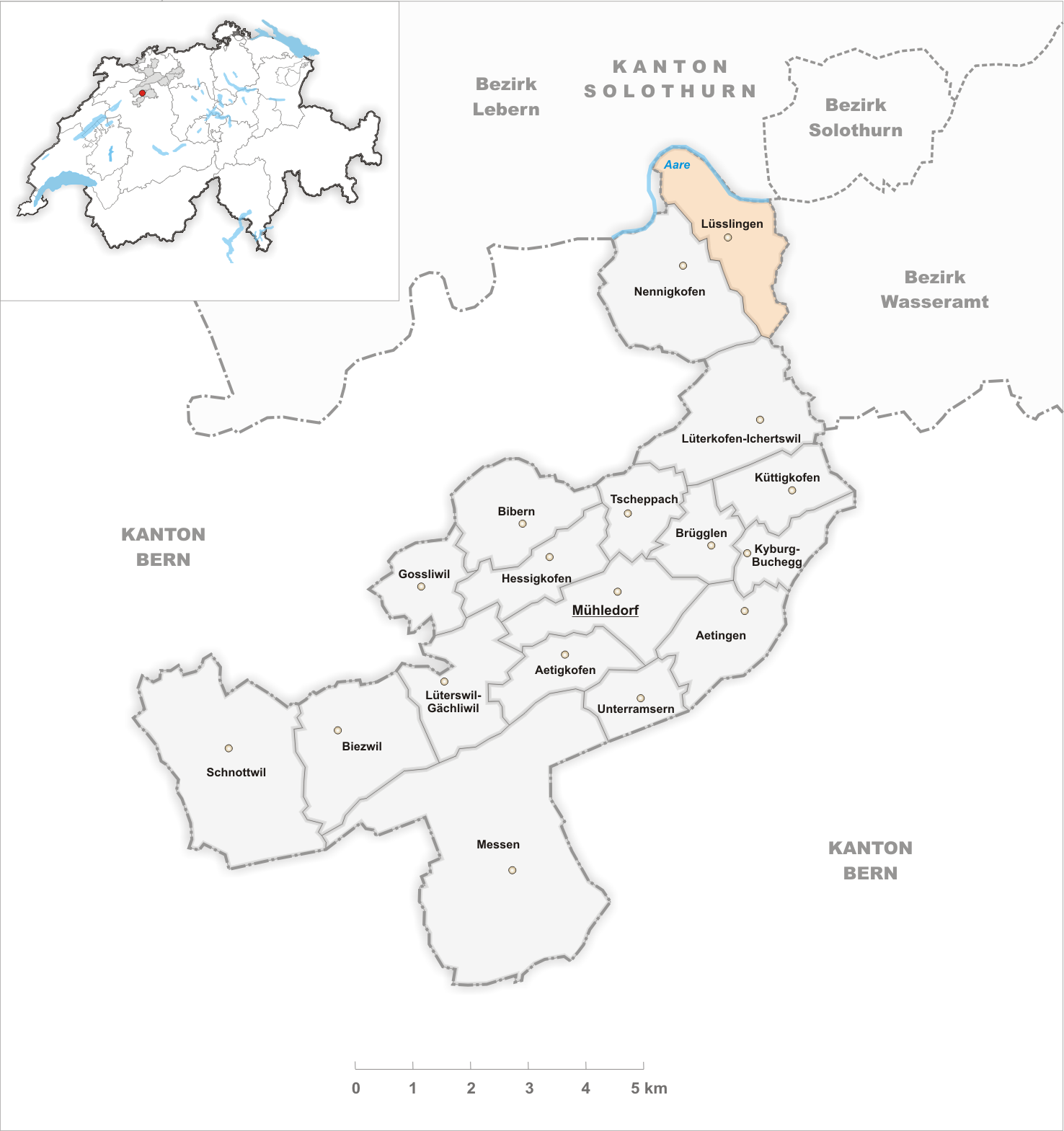
Gemeindestand vor der Fusion am 31. Dezember 2012

Lüsslingen ist eine Ortschaft in der Gemeinde Lüsslingen-Nennigkofen im Schweizer Kanton Solothurn.
Bis am 31. Dezember 2012 war sie eine selbständige Einwohnergemeinde. Am 1. Januar 2013 fusionierte sie mit Nennigkofen zur neuen Gemeinde Lüsslingen-Nennigkofen.

## Geographie

Luftbild aus 1000 m von Walter Mittelholzer (1923)

Lüsslingen liegt auf 438 m ü. M., drei Kilometer südwestlich des Kantonshauptortes Solothurn (Luftlinie). Das Dorf erstreckt sich in einer Geländemulde des Dorfbachs am Südrand der Ebene des Aaretals, am Fuss des Bucheggberges, im Solothurner Mittelland.
Die Fläche des 3,2 km² grossen ehemaligen Gemeindegebiets umfasst einen Abschnitt der Molassehöhen des Bucheggberges. Das Gebiet wird im Norden durch den Flusslauf der Aare begrenzt, die hier einen grossen Bogen um das Aarefeld zeichnet. Von der flachen Talebene erstreckt sich der ehemalige Gemeindeboden südwärts über die Mulde von Lüsslingen bis auf die bewaldeten Höhen des nördlichen Teils des Bucheggberges. Im so genannten Tscheppach-Ischlag wird mit 555 m ü. M. der höchste Punkt von Lüsslingen erreicht. Die östliche Grenze bildet das leicht in die Molasseschichten eingeschnittene Tälchen des Bärenbachs. Von der ehemaligen Gemeindefläche entfielen 1997 12 % auf Siedlungen, 26 % auf Wald und Gehölze, 56 % auf Landwirtschaft, und etwas weniger als 6 % war unproduktives Land.
Zu Lüsslingen gehören einige Einzelhöfe. Nachbargemeinden von Lüsslingen waren Biberist, Lohn-Ammannsegg, Lüterkofen-Ichertswil, Nennigkofen, Selzach und Bellach.

## Bevölkerung
Mit 520 Einwohnern (Stand 31. Dezember 2012) gehörte Lüsslingen zu den kleinen Gemeinden des Kantons Solothurn. Von den Bewohnern sind 94,4 % deutschsprachig, 1,6 % albanischsprachig und 1,1 % sprechen Arabisch (Stand 2000). Die Bevölkerungszahl von Lüsslingen belief sich 1850 auf 254 Einwohner, 1900 auf 264 Einwohner. Nach einem Höchststand 1960 mit 604 Einwohnern nahm die Bevölkerungszahl bis 1980 deutlich auf 461 Personen ab, um seither auf konstantem Niveau zu verbleiben. Seit 2000 ist wieder ein Anstieg zu verzeichnen.
Einwohnerzahlen: Volkszählungsdaten

## Wirtschaft

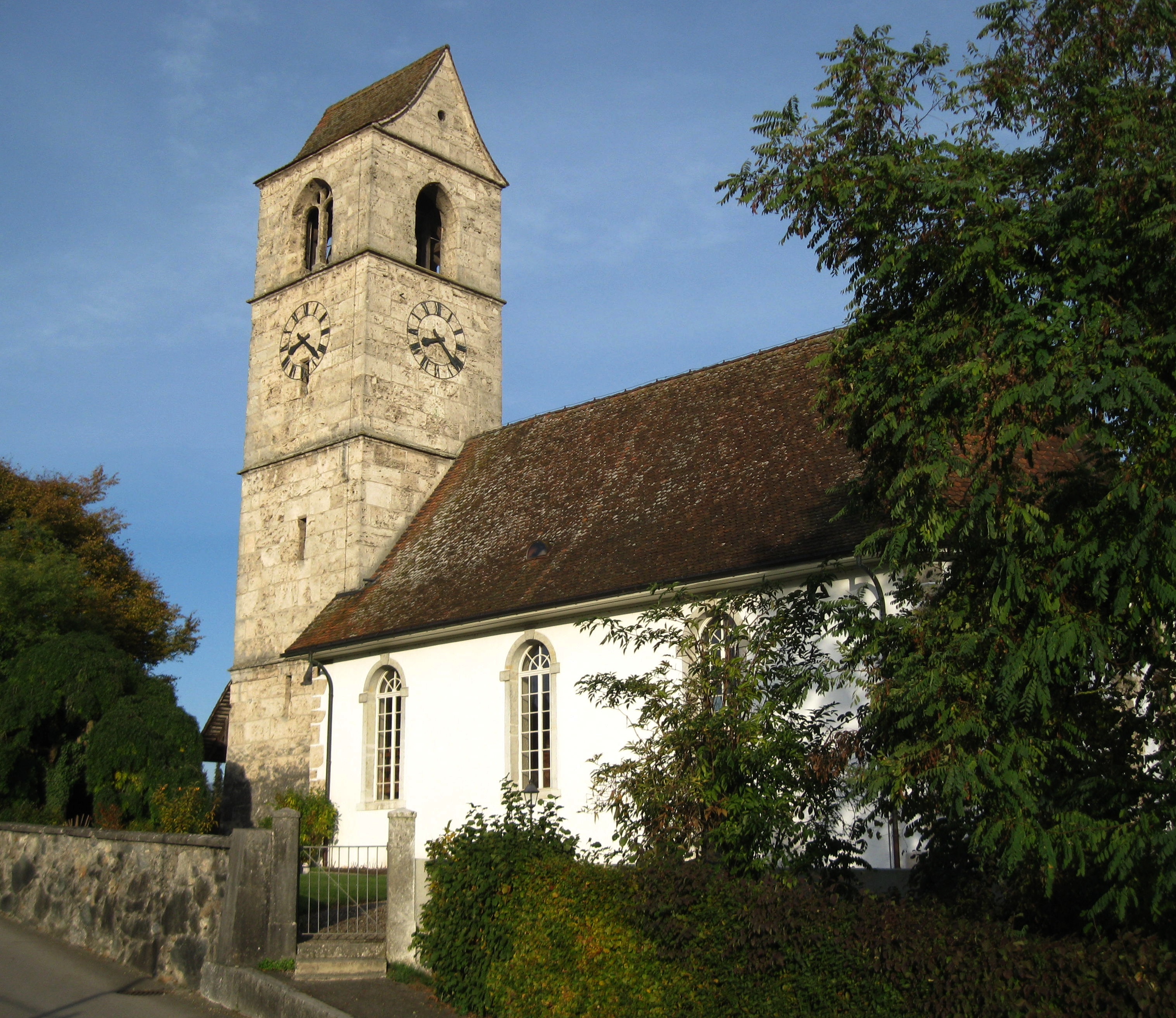
Kirche

Lüsslingen war bis Mitte des 20. Jahrhunderts ein vorwiegend durch die Landwirtschaft geprägtes Dorf. Heute haben der Ackerbau und der Obstbau sowie die Viehzucht und die Forstwirtschaft nur noch einen geringen Stellenwert in der Erwerbsstruktur der Bevölkerung. Weitere Arbeitsplätze sind im lokalen Kleingewerbe und im Dienstleistungssektor vorhanden. In Lüsslingen sind Betriebe des Baugewerbes, des Metallbaus, feinmechanische Werkstätten, ein Getreidesilo und eine Firma, die sich auf Blitzschutzanlagen spezialisiert hat, vertreten. Am Westrand des Dorfes befindet sich eine Kies- und Lehmgrube. In den letzten Jahrzehnten hat sich das Dorf zu einer Wohngemeinde entwickelt. Viele Erwerbstätige sind deshalb Wegpendler, die hauptsächlich in den Regionen Solothurn und Grenchen arbeiten. Das Siedlungsgebiet von Lüsslingen ist heute mit demjenigen von Nennigkofen fast lückenlos zusammengewachsen. Bezüglich Infrastruktur (Schule, Feuerwehr, Zivilschutz) arbeiten die beiden ehemaligen Gemeinden eng zusammen.

## Verkehr
Die ehemalige Gemeinde ist verkehrsmässig gut erschlossen. Sie liegt an der alten Hauptstrasse von Solothurn nach Büren an der Aare. Im Jahr 2002 wurde der Abschnitt Solothurn-Biel der Autobahn A5 eröffnet, welche das ehemalige Gemeindegebiet durchquert. Zwecks Lärmschutz wurde beim Dorf ein 1,2 km langer Tagbautunnel errichtet. Der nächste Anschluss an die Autobahn befindet sich rund 2 km östlich des Ortskerns.
Am 4. Dezember 1876 wurde die Bahnstrecke von Solothurn nach Busswil mit einem Bahnhof in Lüsslingen eingeweiht. 1994 wurde der Personenverkehr auf die Strasse verlegt. Lüsslingen ist mit der Buslinie 8 der BSU und RBS von Solothurn nach Büren an der Aare erschlossen, die Linie wird in Büren an der Aare durchgebunden zur Linie 898 nach Münchenbuchsee.

## Geschichte
Die erste urkundliche Erwähnung des Ortes erfolgte 1251 unter dem Namen Luslingen. Spätere Schreibweisen sind Livslingen (1275), Lüsselingen (1343) und Lüsslingen (1555). Der Ortsname ist vom althochdeutschen Personennamen Liuzilo abgeleitet und bedeutet mit dem Suffix -ingen so viel wie «bei den Leuten des Liuzilo».
Seit dem Mittelalter unterstand Lüsslingen der Herrschaft Buchegg, die Teil der Landgrafschaft Burgund war. Anders als die übrigen Ortschaften der Herrschaft blieb das Dorf 1391 bei Bern und kam erst nach der Reformation 1539 an Solothurn, wobei es der Vogtei Bucheggberg zugeteilt wurde. Bis 1798 lag die hohe Gerichtsbarkeit beim bernischen Landgericht Zollikofen, während Lüsslingen einen der vier Gerichtsorte der Vogtei bildete. Nach dem Zusammenbruch des Ancien Régime (1798) gehörte Lüsslingen während der Helvetik zum Distrikt Biberist und ab 1803 zum Bezirk Bucheggberg.

## Sehenswürdigkeiten
Eine Kirche von Lüsslingen aus dem Frühmittelalter ist durch archäologische Ausgrabungen nachgewiesen. Mehrmals sind bei Bodenforschungen Teile des frühmittelalterlichen Friedhofs entdeckt worden.
Der heutige Bau der Pfarrkirche Sankt Michael entstand in mehreren Etappen zwischen 1652 und 1722.

## Bilder

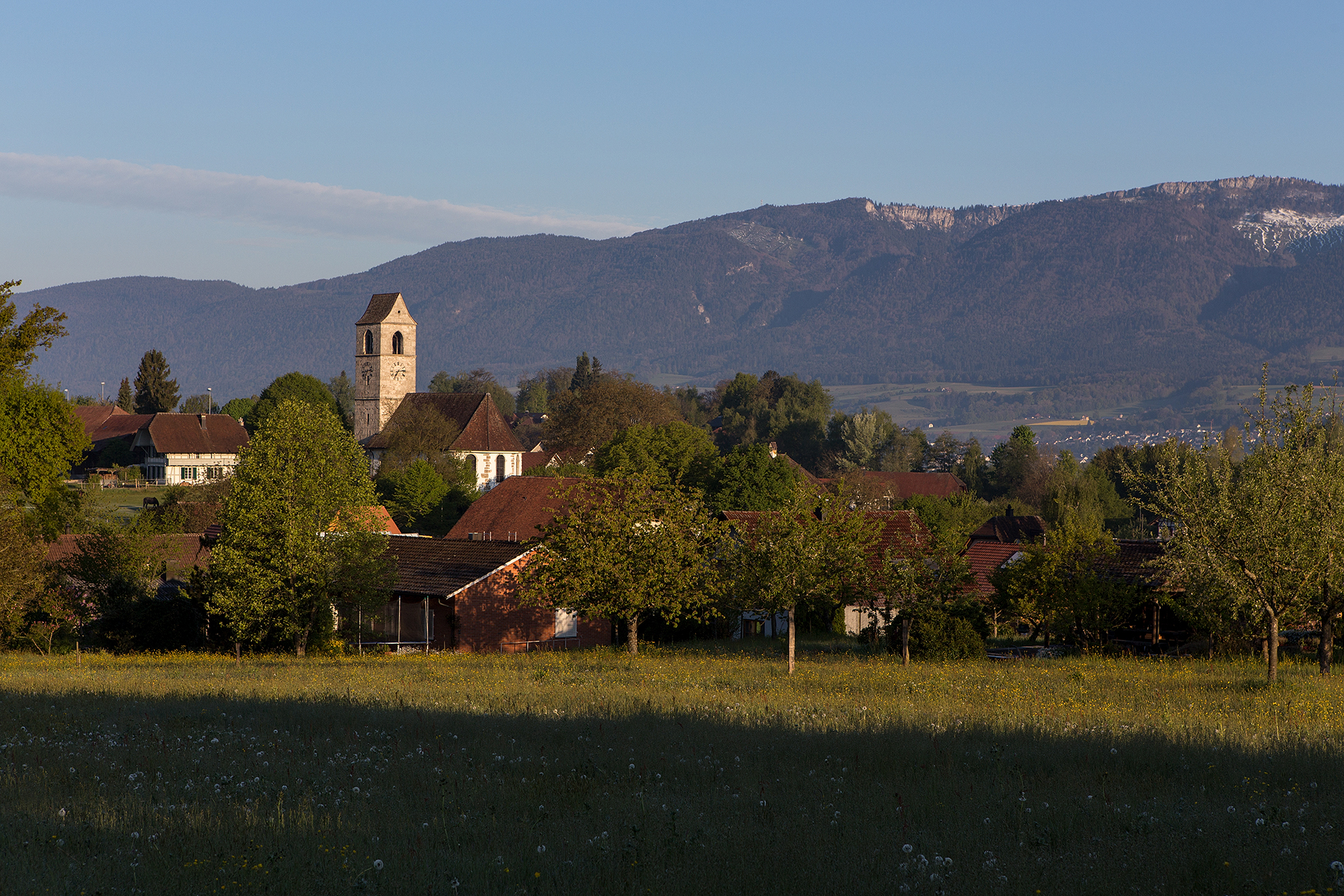
Altes Schulhaus und Kirche
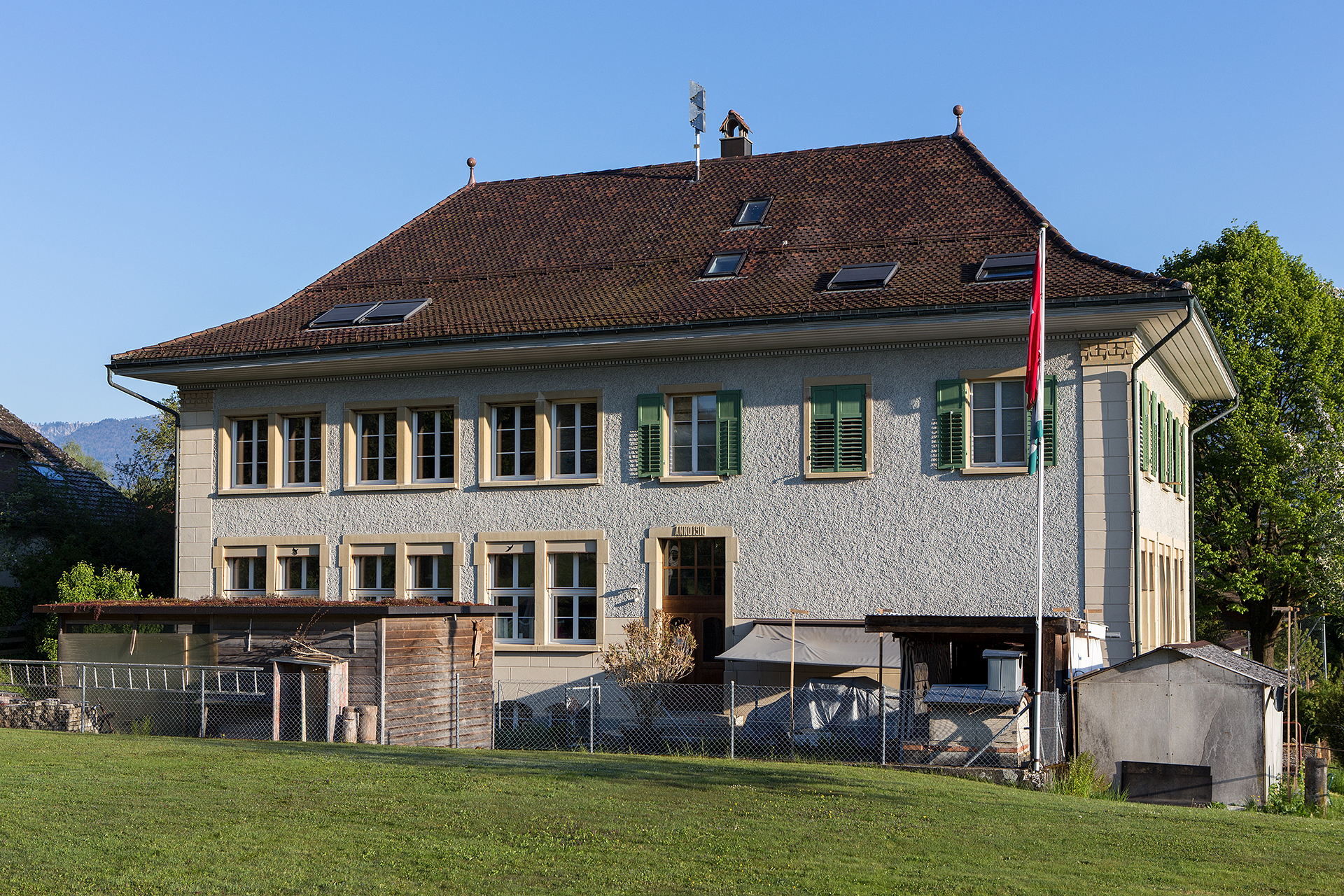
Primarschulhaus
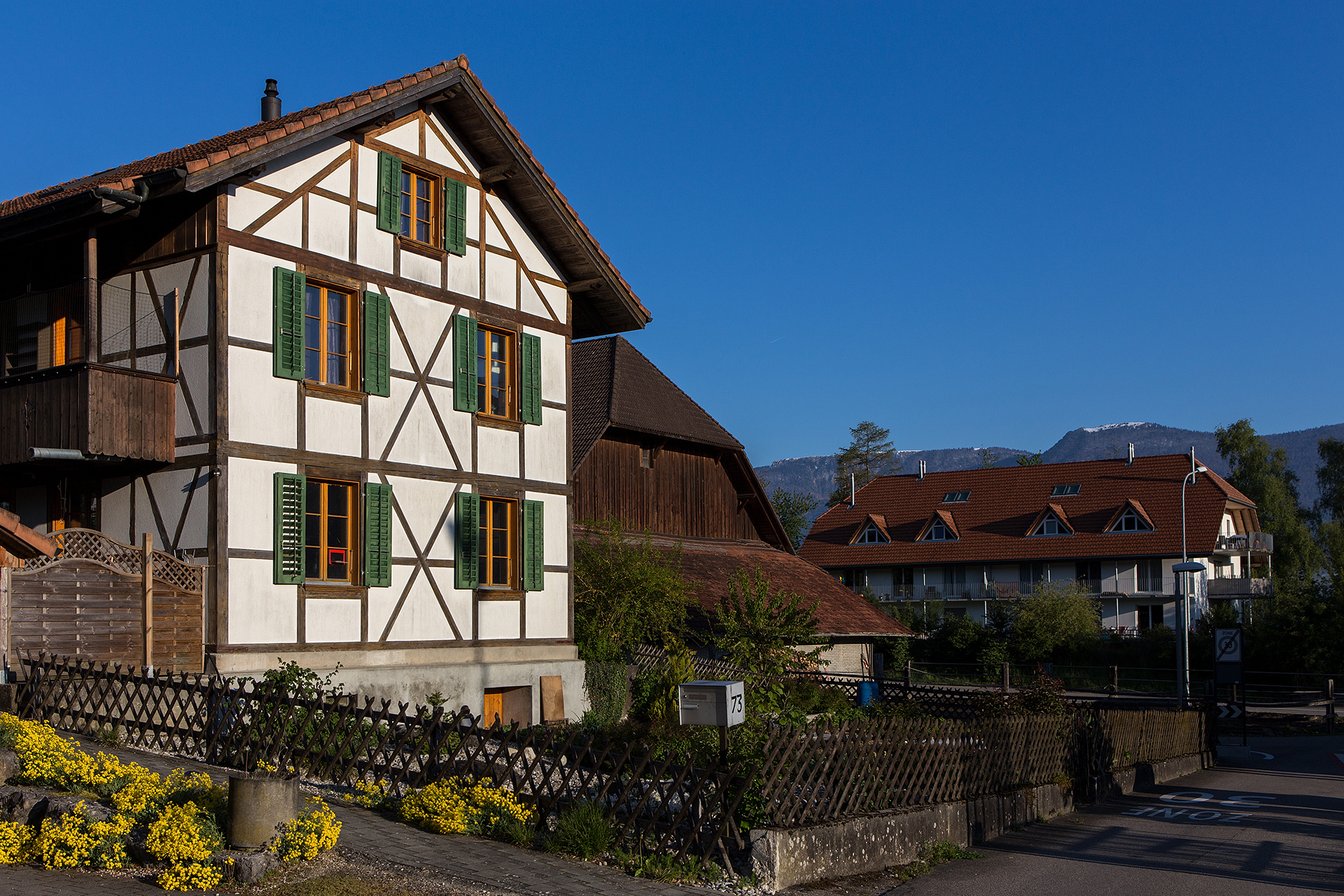
Schulhausweg
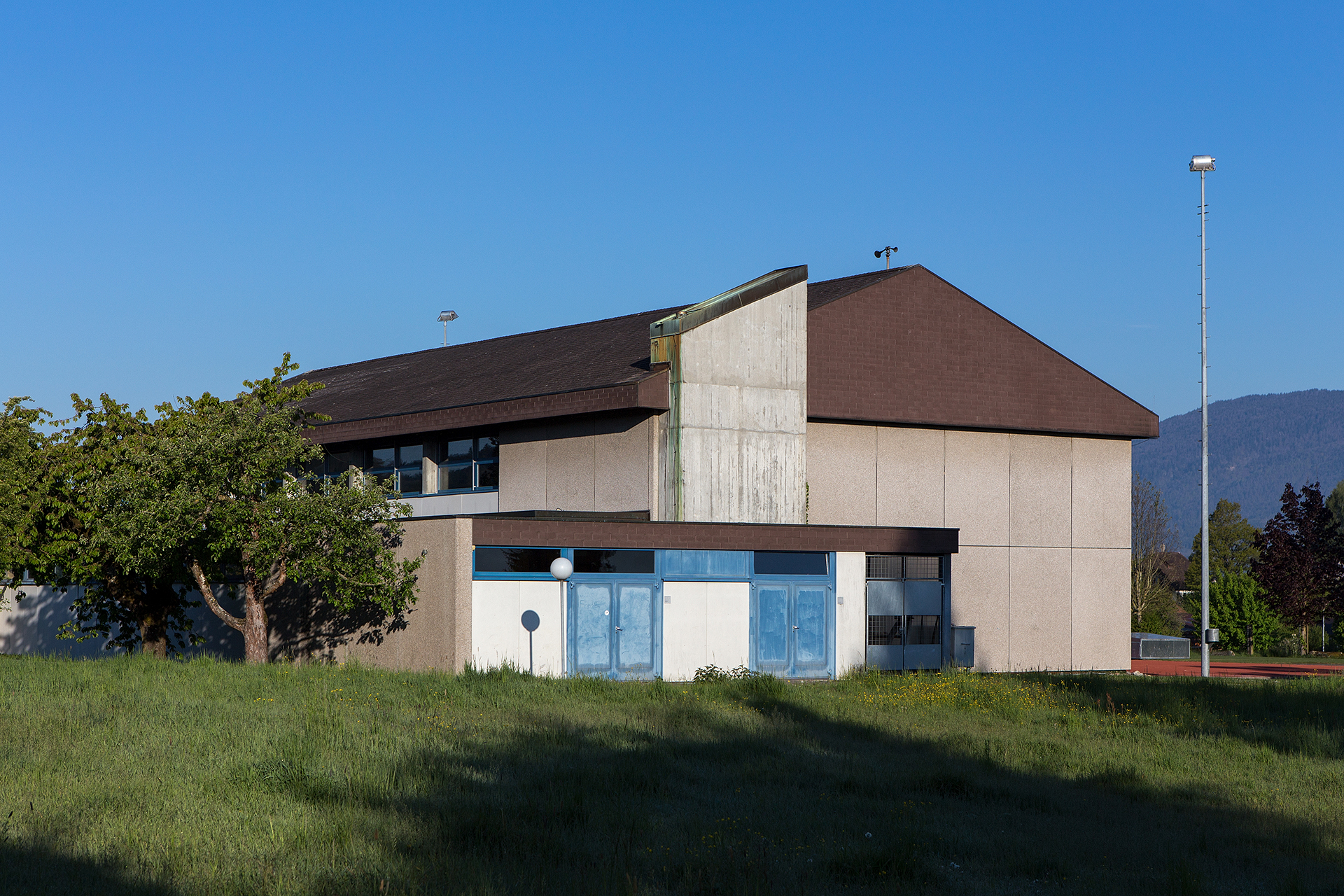
Mehrzweckhalle
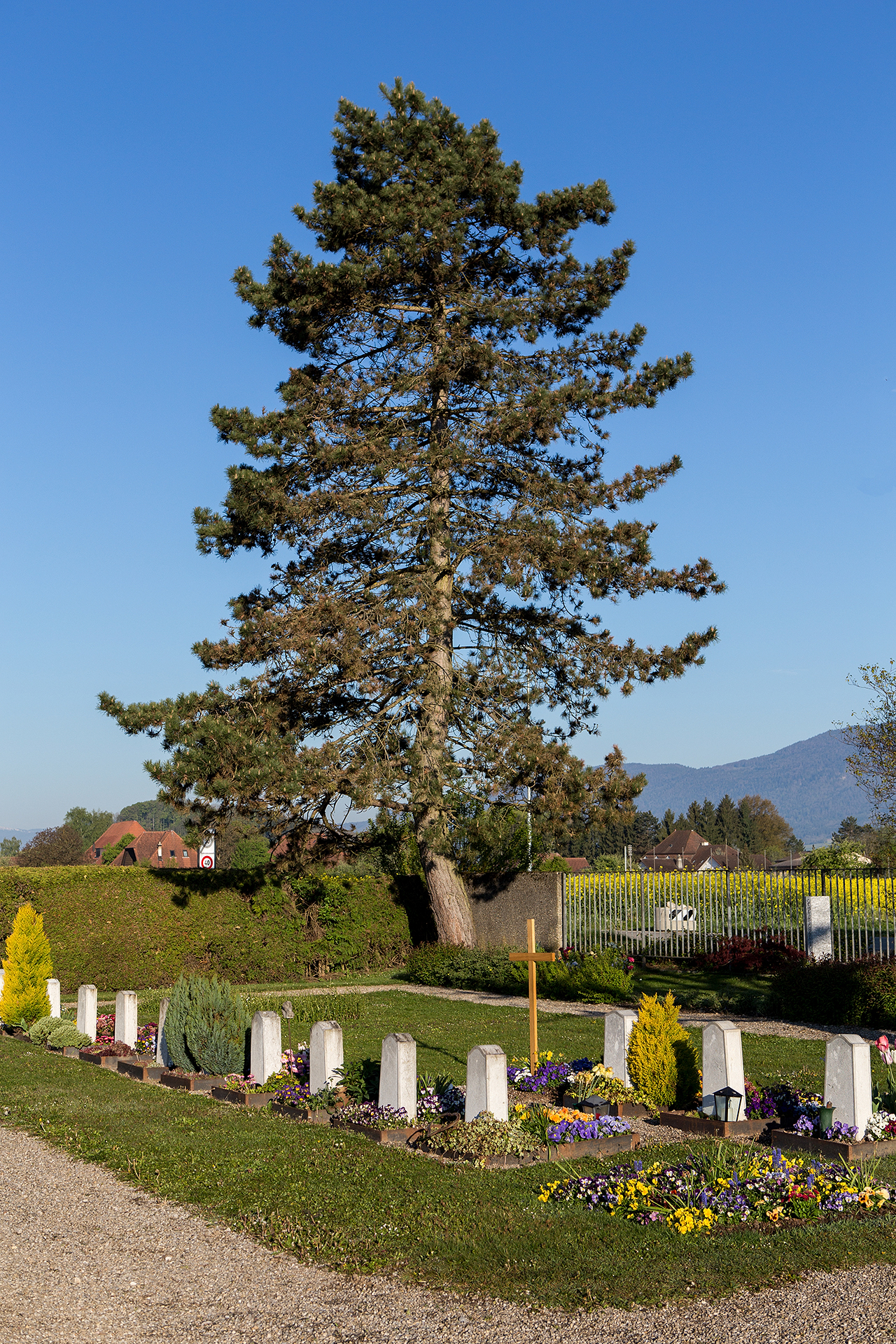
Friedhof: gleiche Grabsteine

## Wappen
Blasonierung
In Weiss auf grünem Plan grüne braunbestammte und braungeästete Linde

## Persönlichkeiten
- Robert Furrer (1882–1962), Oberzolldirektor
- Samuel Widmer (1948–2017), Arzt, Psychiater, Psychotherapeut und Autor
- Brigit Wyss (* 1960), Politikerin (Grüne)